# Hrabstwo Mark

Herb Hrabstwa

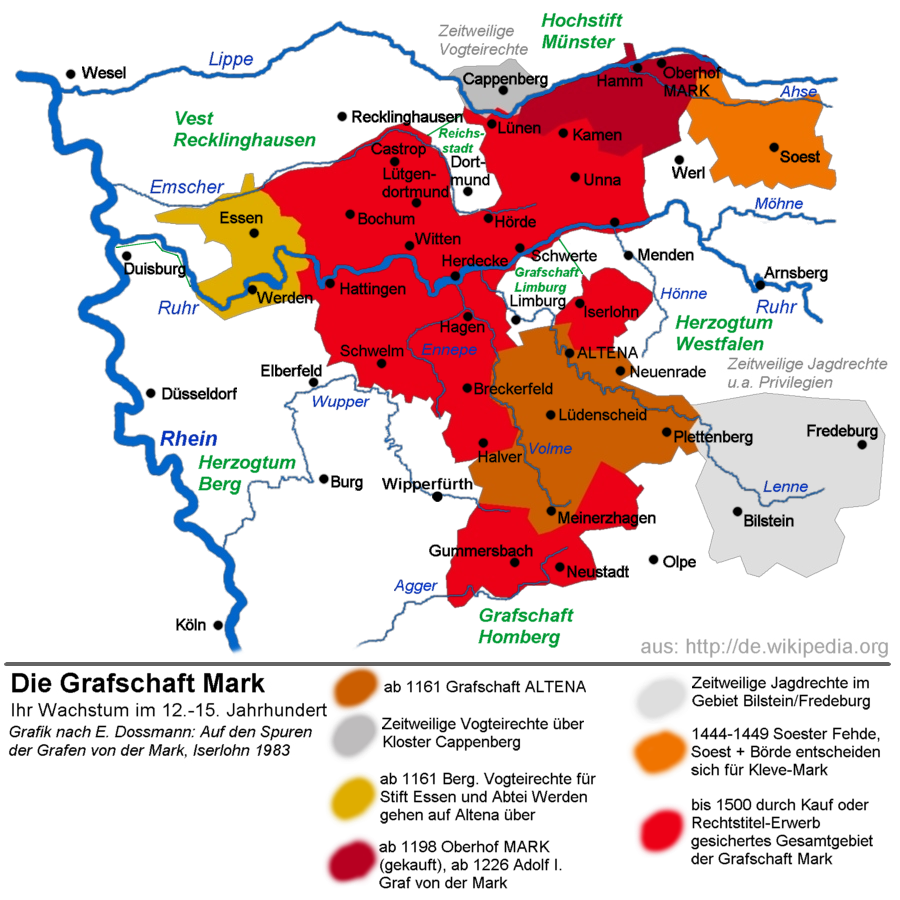
Hrabstwo Mark od XII do XV wieku

Hrabstwo Mark (niem. Grafschaft Mark) było państwem wchodzącym w skład Świętego Cesarstwa Rzymskiego i leżało na obszarze dzisiejszej Nadrenii Północnej-Westfalii. Terytorium hrabstwa znajdowało się po obu stronach rzeki Ruhry i ciągnęło się wzdłuż rzek Volme i Lenne.
Hrabiowie Mark należeli do najpotężniejszych i najbardziej wpływowych westfalskich panów w Cesarstwie. Dzisiaj o państwie tym przypomina okręg Märkischer Kreis, leżący na północ od rzeki Ruhry w Nadrenii Północnej-Westfalii. Północna część (na północ od rzeki Lippe) do dziś zwana jest „Górne Mark” (Hohe Mark). Dawne „Dolne Mark” leżące między rzekami Ruhrą i Lippe, a obecnie w większości stanowiące Zagłębie Ruhry, zatraciło już swą poprzednią nazwę.

## Geografia

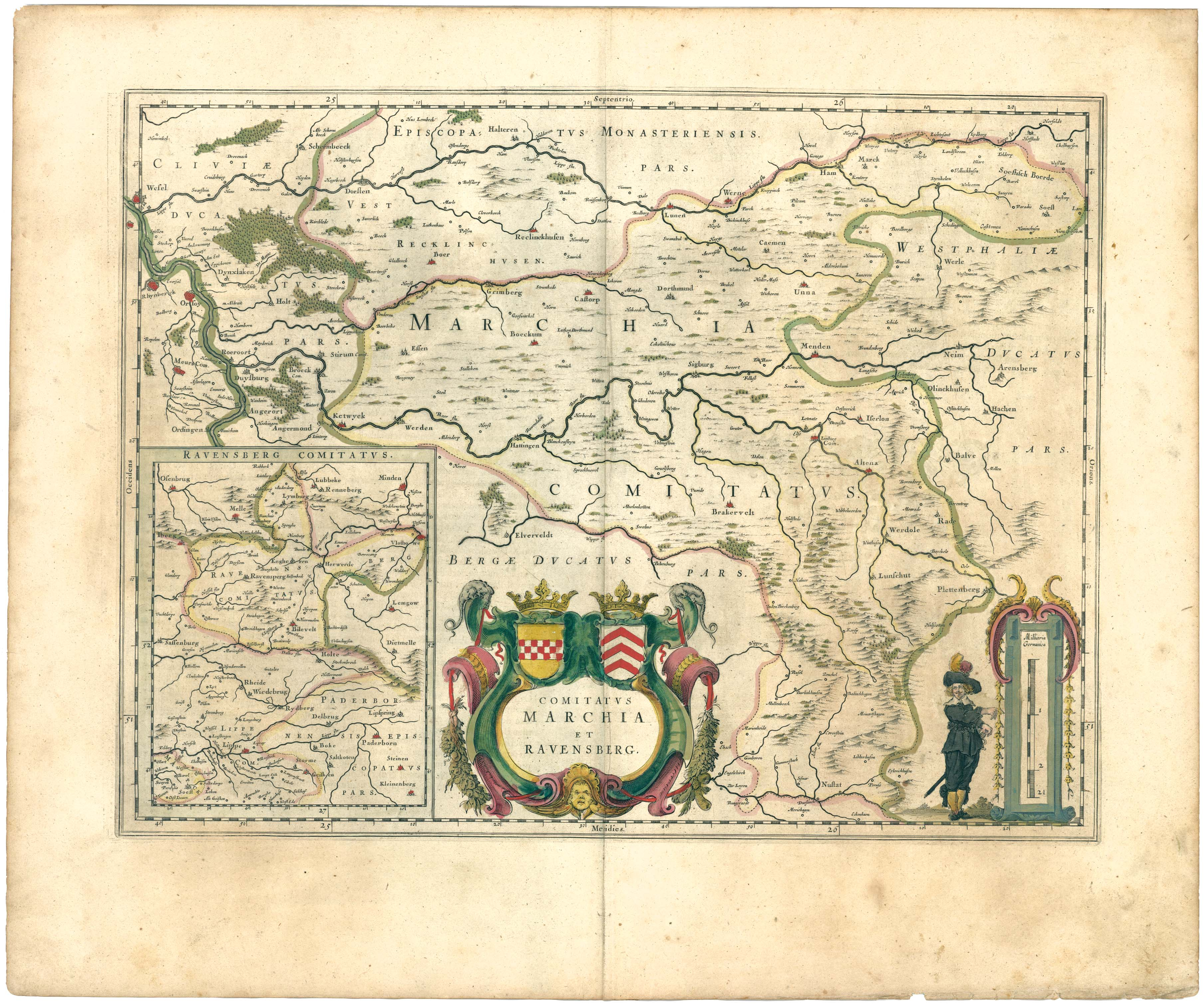
Hrabstwo Mark oraz Ravensberg – rok 1645

Hrabstwo Mark miało powierzchnię około 3000 km² i rozciągało się z północy na południe między rzekami Lippe i Agger oraz z zachodu na wschód między Gelsenkirchen a Bad Sassendorf na odległość około 75 km.
Płynąca ze wschodu na zachód rzeka Ruhra dzieliła hrabstwo na dwa różne regiony: północny z żyznymi ziemiami ciągnącymi się na nizinach Hellweg-Börde oraz południowy, górzysty region Süderbergland. Południowa część hrabstwa podzielona była przez płynącą z południa na północ rzekę Lenne. W dole rzeki Lenne znajdowało się niewielkie (zaledwie 118 km²) hrabstwo Limburga (1243–1808), lenno księstwa Bergu.
Początkowo siedzibą hrabiów Mark był Zamek Altena w Sauerlandzie. Jednak w latach 20. XIII wieku hrabiowie przenieśli swą siedzibę do zamku Mark, w pobliżu którego założyli miasto Hamm. Hrabstwo graniczyło z Vest Recklinghausen, hrabstwem Dortmundu, biskupstwem Münster, hrabstwem Limburga, opactwem Werden i opactwem Essen.

## Historia

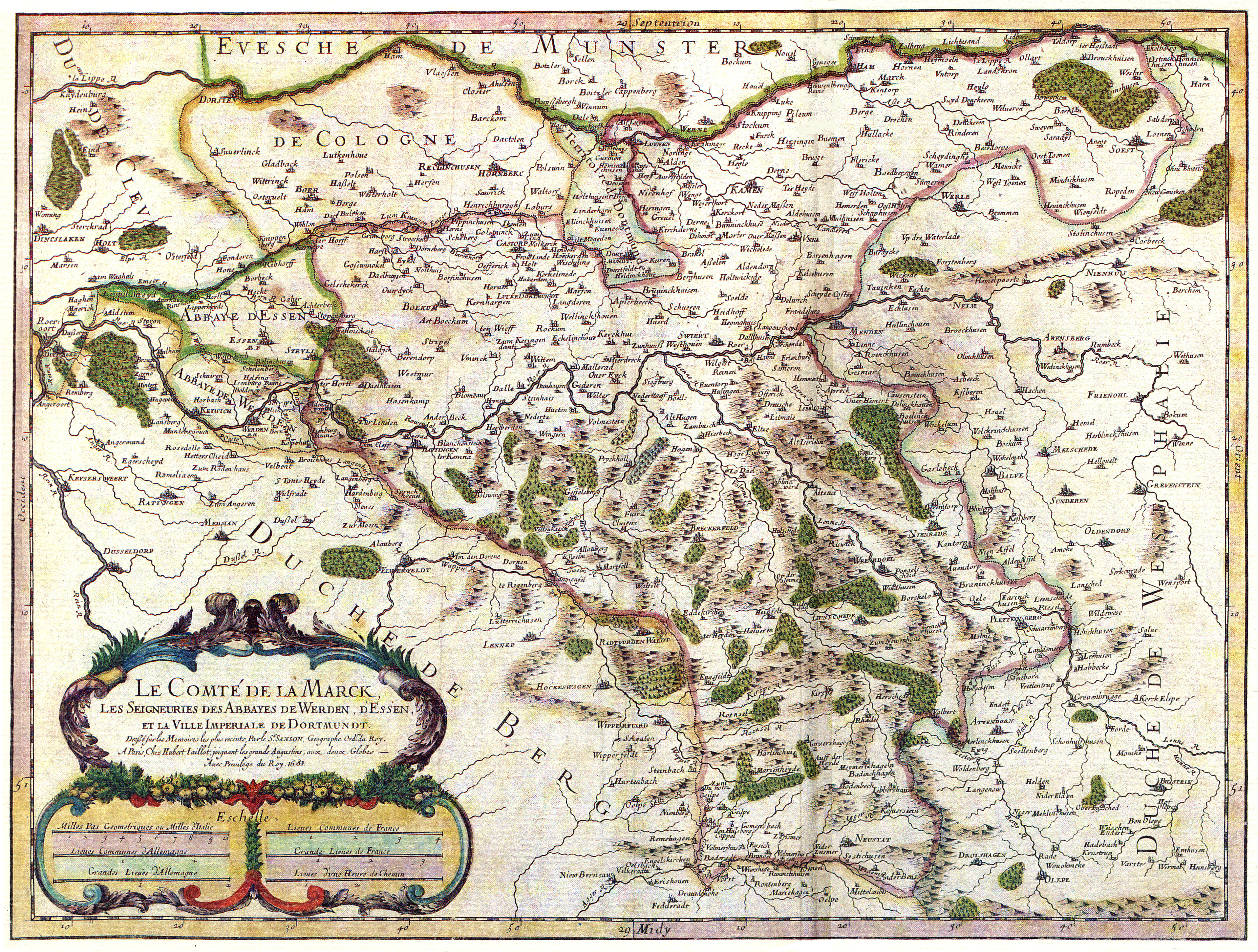
Hrabstwo Mark w 1681 roku

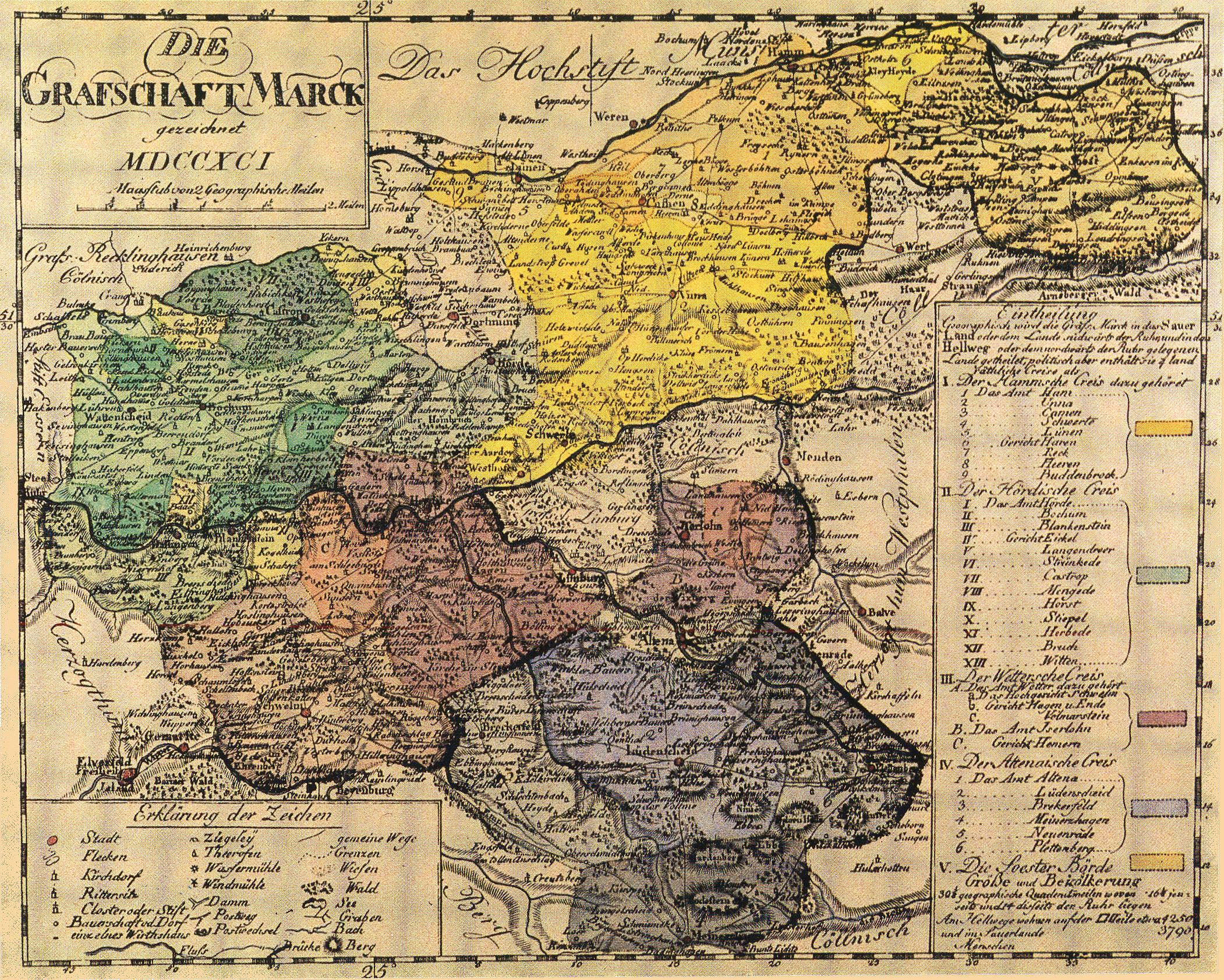
Hrabstwo Mark w 1791 roku

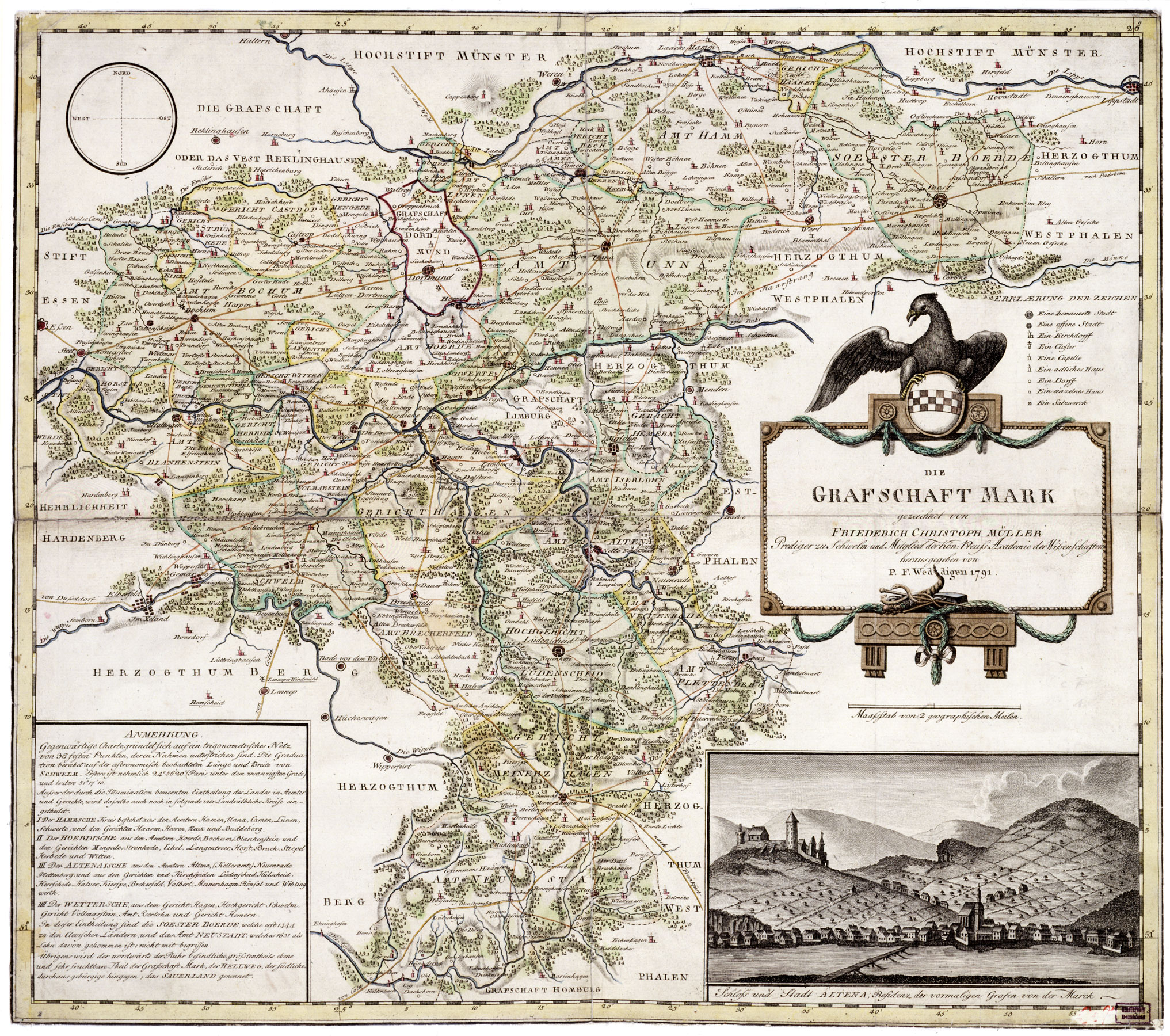
Hrabstwo Mark w 1791 roku

Terytorium hrabstwa Mark początkowo należało do bocznej linii hrabiów Bergu, a w 1160 roku pojawiło się pod nazwą Berg-Altena. Hrabiowie z Alteny zakupili zamek Mark od hrabiów z Rüdenberg i uczynili z niego rezydencję hrabiów Mark. Leżące w pobliżu Burg Mark miasto Hamm założył w 1226 roku hrabia Adolf I. Miasto to wkrótce stało się głównym miastem hrabstwa.
W bitwie pod Worringen (5 czerwca 1288) hrabia Eberhard II walczył po stronie księcia Brabancji i hrabiego Bergu przeciwko swemu feudalnemu zwierzchnikowi arcybiskupowi Kolonii Zygfrydowi z Westerburga. Zwycięska dla hrabiego Mark bitwa sprawiła, że hrabstwo Mark uzyskało supremację w południowej Westfalii i uniezależniło się od arcybiskupstwa Kolonii. Obszar hrabstwa Mark przez długi czas ograniczony był do ziem znajdujących się między rzekami Ruhrą i Lippe („Dolne Mark”). Nowe ziemie na północy („Górne Mark”) zostały zdobyte podczas XIV-wiecznych wojen toczonych przeciwko biskupstwu Münster.
Hrabia Adolf III, syn Adolfa II, w 1391 roku połączył hrabstwo Mark i leżące na zachodnim brzegu Renu hrabstwo Kleve unią personalną. Następca tronu Kleve-Mark poślubił w roku 1510 córkę księcia Bergu, co w efekcie doprowadziło w roku 1521 do unii personalnej Kleve-Mark i Bergu. Niemal cała dzisiejsza Nadrenia Północna-Westfalia (oprócz państw kościelnych) znalazła się pod rządami władców Kleve, Mark i Bergu.
Książęca dynastia wygasła w 1609 roku wraz z bezpotomną śmiercią jej ostatniego przedstawiciela. Wojna o sukcesję zakończyła się traktatem w Xanten (12 listopada 1614 roku, ogólnie zatwierdzonym w 1666 roku), na mocy którego hrabstwo Mark przypadło elektorowi Brandenburgii Janowi Zygmuntowi. Po roku 1701 hrabstwo stało się częścią Królestwa Prus.
W roku 1807 hrabstwo Mark na podstawie traktatu tylżyckiego znalazło się pod rządami Francji. W 1808 roku Napoleon włączył hrabstwo Mark do Wielkiego Księstwa Bergu. Wkrótce po tym ziemie księstwa Bergu podzielono na cztery departamenty ciągnące się wzdłuż granic z Cesarstwem Francuskim. Ziemie hrabstwa Mark znalazły się w departamencie Ruhr. Po klęsce francuskiej wyprawy na Moskwę hrabstwo w roku 1813 wróciło pod panowanie pruskie.
Pruska reforma administracyjna z 30 kwietnia 1815 roku umieściła Mark w rejencji Arnsberg, która znalazło się w pruskiej prowincji o nazwie Westfalia (Provinz Westfalen). Tytuł w formie Hrabia Mark przetrwał istnienie państwa, stając się dodatkowym tytułem książąt Saksonii-Coburga-Gothy. Po abdykacji książąt w 1919 roku tytułu hrabiego Mark nadal używali ich potomkowie. Nominalnymi panami „Pruskiego Hrabstwa Mark” zostali Hohenzollernowie i byli nimi aż do ostatecznej likwidacji państwa pruskiego przez mocarstwa sprzymierzone 25 lutego 1947 roku.
Odtąd zanikła oficjalna nazwa „Hrabstwo Mark”, choć nieformalnie wciąż jest używana do określenia regionu w przybliżeniu leżącego na ziemiach dawnego państwa w dzisiejszej Nadrenii Północnej-Westfalii.

## Władcy Mark

### Altena-Mark
- ok. 1160–1180 Eberhard I (hrabia Bergu-Alteny)
- 1180–ok. 1198 Fryderyk (hrabia Alteny)

### Mark
- ok. 1198–1249 Adolf I
- 1249–1277 Engelbert I
- 1277–1308 Eberhard II
- 1308–1328 Engelbert II
- 1328–1347 Adolf II
- 1347–1391 Engelbert III
- 1391–1394 Adolf III
- 1394–1398 Dytryk

### Kleve-Mark
- 1398–1417 Adolf IV
- 1417–1461 Gerard (tylko Mark)
- 1461–1481 Jan I
- 1481–1521 Jan II

### Kleve-Mark-Jülich-Berg-Ravensberg
- 1511–1539 Jan III
- 1539–1592 Wilhelm Bogaty
- 1592–1609 Jan Wilhelm